# Großsteingräber bei Ripdorf
Die Großsteingräber bei Ripdorf waren zwei megalithische Grabanlagen der jungsteinzeitlichen Trichterbecherkultur bei Ripdorf, einem Ortsteil von Uelzen im Landkreis Uelzen (Niedersachsen). Sie wurden im 19. Jahrhundert zerstört. Die Gräber lagen südwestlich des Ortes. Sie wurden in den 1840er Jahren durch Georg Otto Carl von Estorff dokumentiert, waren aber bereits damals zerstört und konnte deshalb nicht näher beschrieben werden. Über Ausrichtung, Maße und Grabtyp liegen keine Informationen vor. Aus den Kartensignaturen geht lediglich hervor, dass beide Anlagen ein rechteckiges Hünenbett besessen hatten.